# فرودگاه وست ملتون
فرودگاه وست ملتون  (به انگلیسی: West Melton Aerodrome)  یک فرودگاه   با کد یاتا WML است که یک باند فرود آسفالت/چمن دارد و طول باند آن ۹۹۷ متر است. این فرودگاه در  کشور نیوزلند قرار دارد و در ارتفاع ۹۳ متری از سطح دریا واقع شده است.